# Angeł wojwoda
Angeł wojwoda (bułg. Ангел войвода) – wieś w południowej Bułgarii, w obwodzie Chaskowo i gminie Minerałni bani.
Dawniej Kumburlar.
Blisko wsi znajdują się pozostałości trackiej kultury.

## Galeria

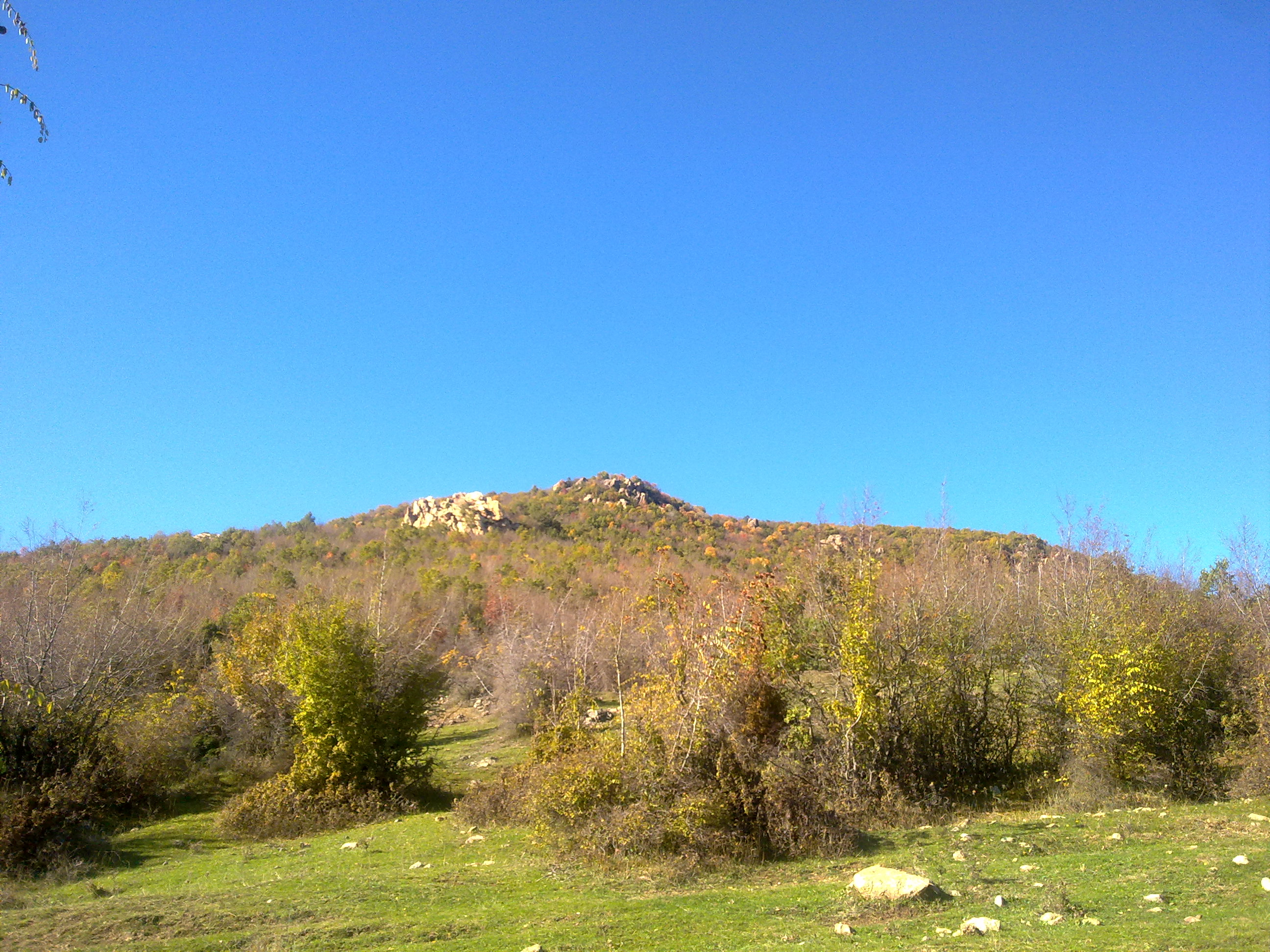
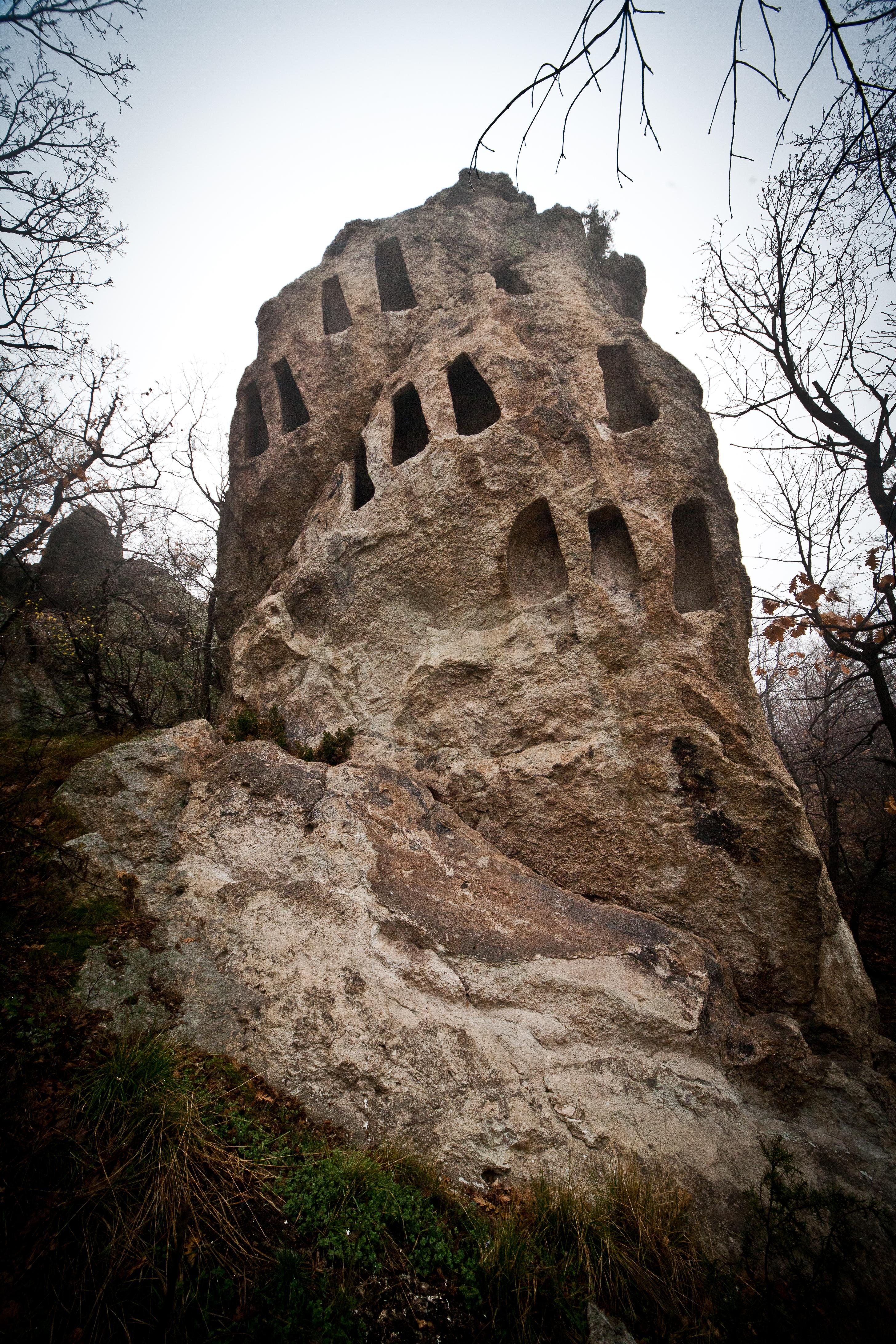
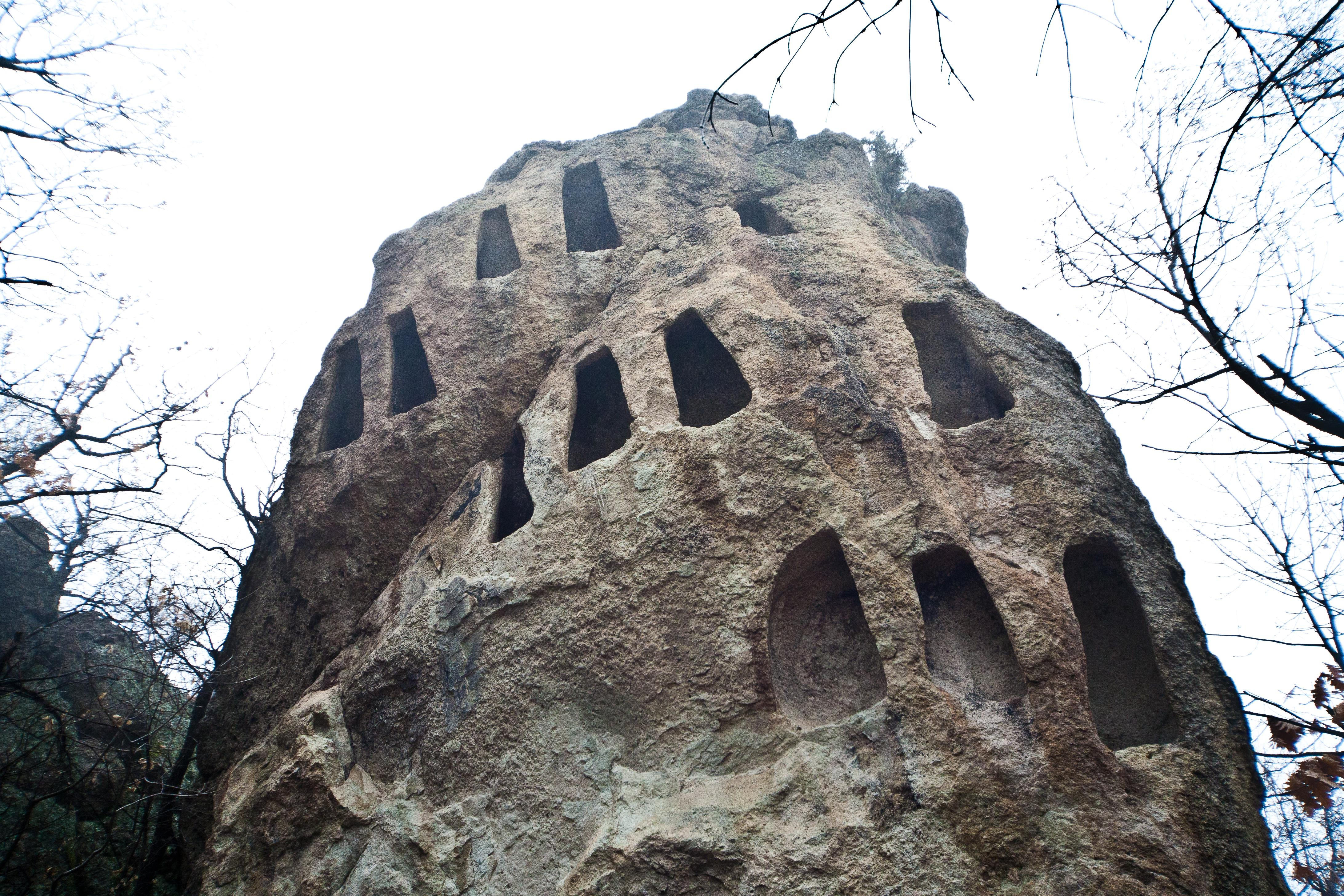
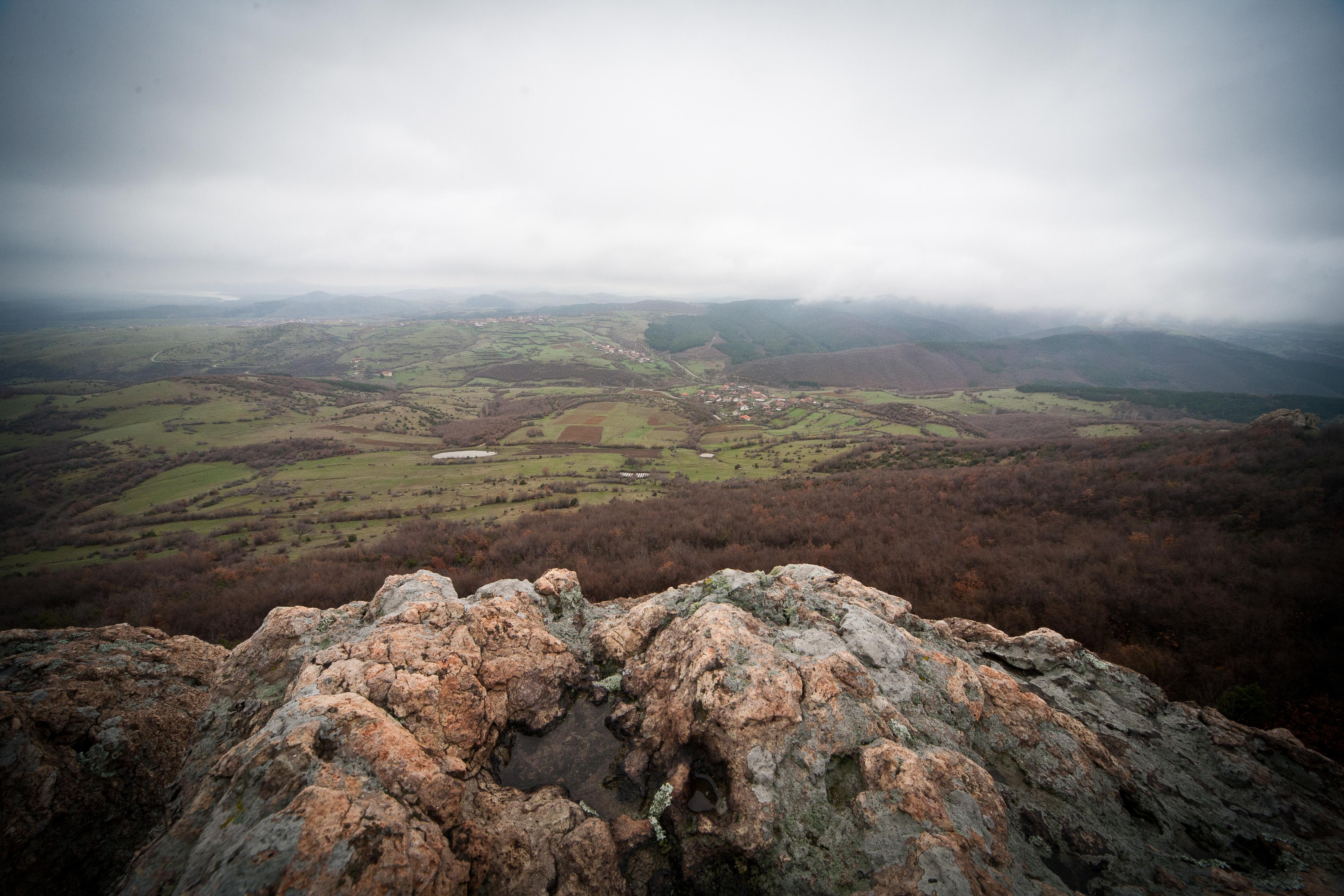
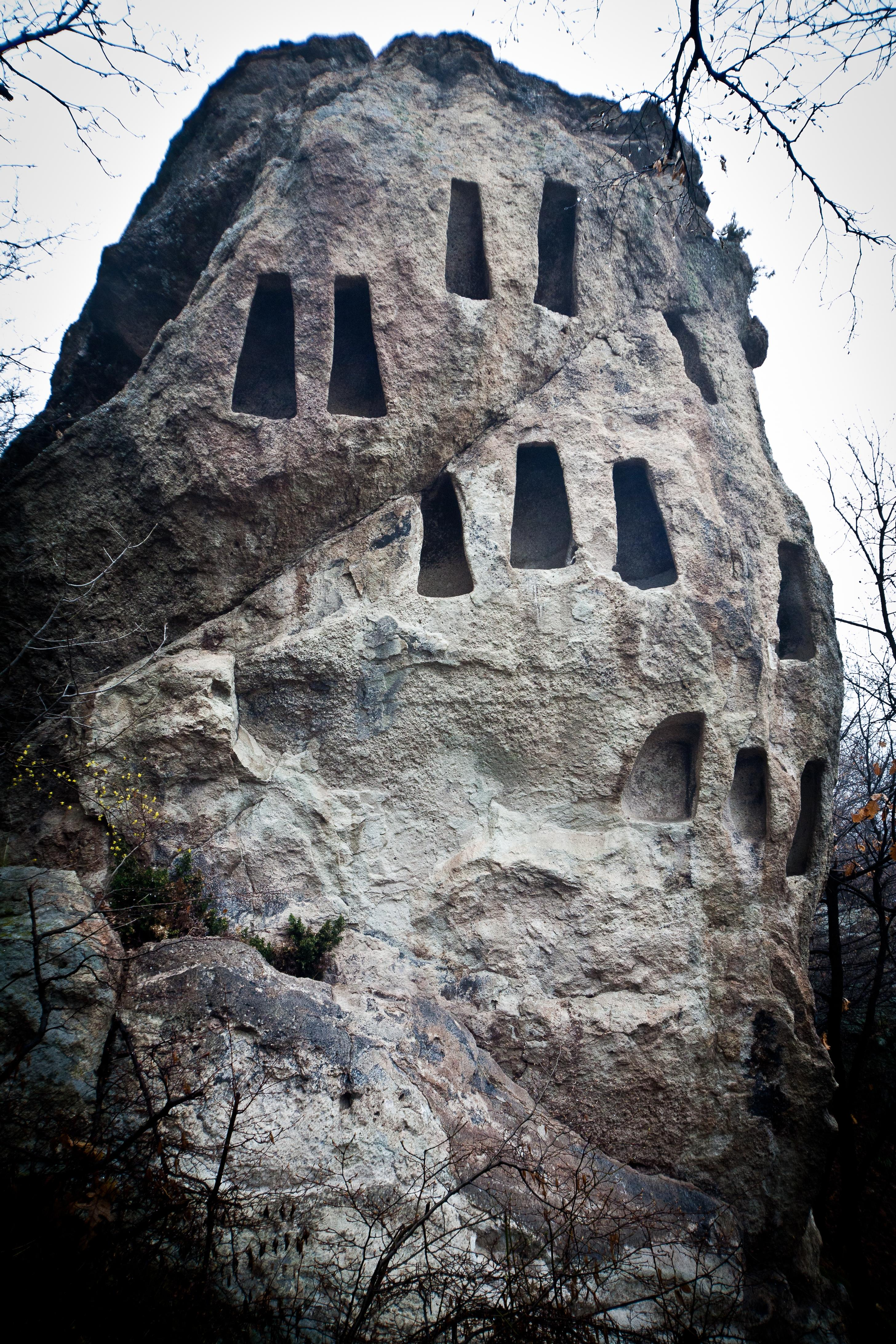